# Nerodič
Nerodič je český dokumentární film z roku 2017, který režírovala Jana Počtová podle vlastního scénáře. Dokument zachycuje různé pohledy na rodičovství v moderních rodinách.

## Téma
Film zachycuje šest odlišných rodin, které se různě vyrovnávají s výchovou dětí:
- dítě vychovává matka a babička
- osamělá žena adoptovala dvojčata
- lesbické partnerky počnou třetí dítě s pomocí dárce
- otec má dceru ve střídavé péči
- manželé vychovávají společně děti z předešlých vztahů
- dvojice, která z principu děti odmítá

## Recenze
- SPÁČILOVÁ, Mirka. Dárci spermatu s dortem. Šest příkladů ukáže, kdo je Nerodič [online]. iDNES.cz, 2017-09-19 [cit. 2018-04-09]. Dostupné online.
- KABÁT, Marcel. Je rodina opravdu tak v háji? Tuto otázku si klade dokument Nerodič [online]. 2017-09-21 [cit. 2018-04-09]. Dostupné online.
- ROHÁČKOVÁ, Kristina. Otec ve složce autor, umělé oplodnění v obýváku. Dokument Nerodič ukazuje dnešní podoby rodiny. iROZHLAS [online]. Český rozhlas, 2017-09-24 [cit. 2018-04-09]. Dostupné online.